# Agrawal
Les Agrawal sont une communauté Bania vivant dans toute l'Inde du Nord, centrale et de l'Ouest, principalement dans les états du Rajasthan, Haryana, Punjab, Chandigarh, Himachal Pradesh, Uttarakhand, Delhi, Chhattisgarh, Gujarat et Uttar Pradesh,. Des membres cette communauté vivaient dans ce qui sont aujourd'hui les provinces pakistanaises du Pendjab et du Sindh, bien qu'au moment de la partition de l'Inde, la plupart d'entre eux ont migré à travers la frontière nouvellement créée vers l'Inde indépendante ,. La plupart des Agarwals suivent la dénomination Vaishnava de l'hindouisme, bien que certains se soient convertis au jaïnisme ,.
Les membres de la communauté Agrawal travaillent dans les affaires et leur communauté est prospère. Certains Agrawal travaillent dans le commerce électronique et la technologie. En 2013, une étude rapporte que pour 100 financements destinés aux entreprises de commerce électronique en Inde, 40 allaient à des entreprises fondées par un Agrawal.

## Légende

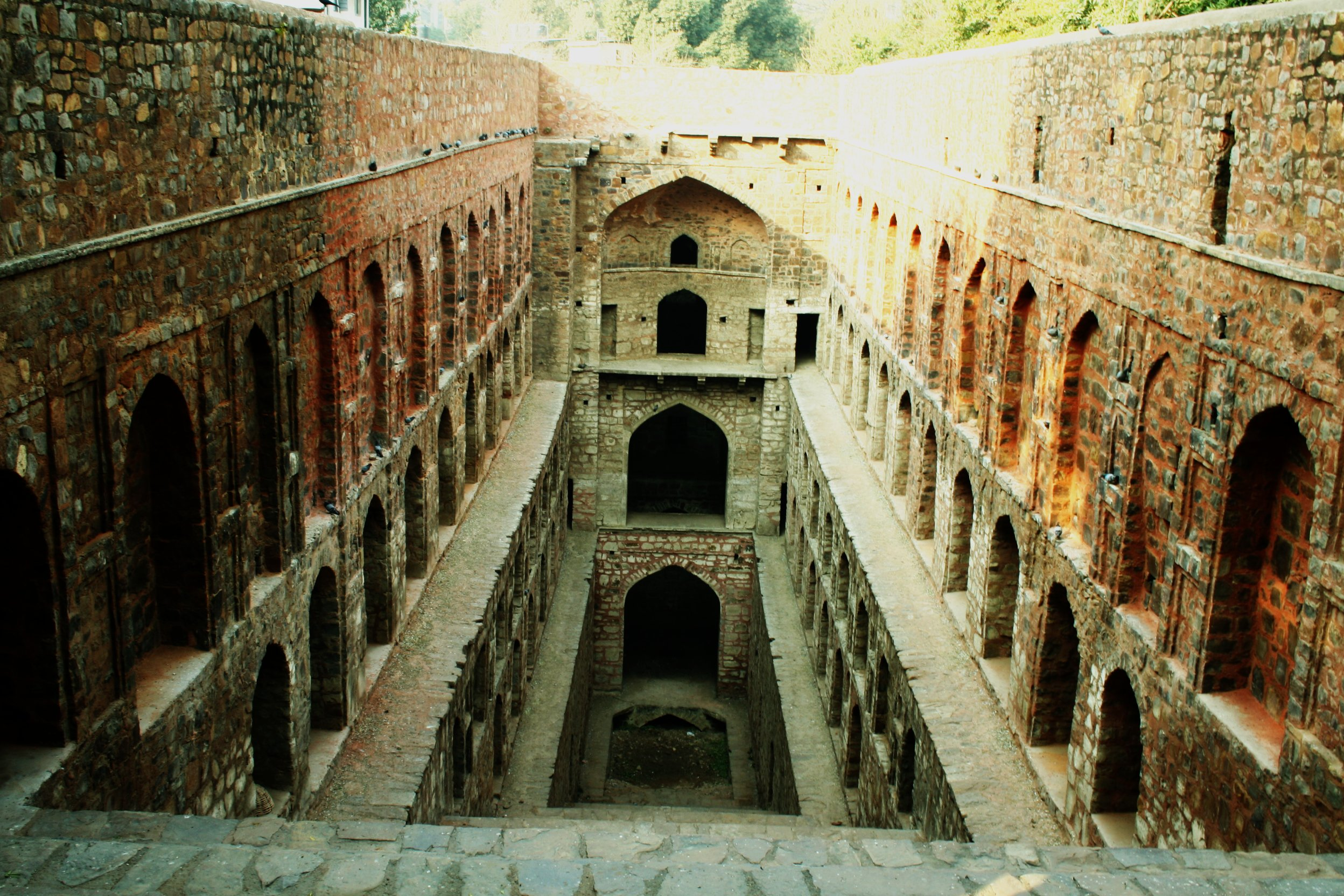
Agrasen ki Baoli à Delhi, construit par les Agarwal pendant la dynastie Tughlaq en Inde.

Les Agrawals revendiquent comme ancêtre le roi Agrasen de la dynastie solaire .

## Histoire
Les Agrawals appartiennent à la communauté de Bania, qui comprend d'autres communautés marchandes, comme les Maheshwari et les Oswals. Leur varna est Vaishya.

### Migration vers les royaumes Rajput
Les Malkana incluent les Agarwals musulmans, qui se sont convertis de l'hindouisme à l'islam pendant les conquêtes musulmanes des Indes et reçurent des étendues de terre le long de la Yamuna de la part des dirigeants afghans.
Selon plusieurs inscriptions en sanskrit au fort de Gwalior, dans le district de Gwalior, plusieurs commerçants (Sanghavi Kamala Simha, Khela Brahmachari, Sandhadhip Namadas, etc.) appartenant à Agrotavansha (clan Agrawal) ont développent la sculpture d'idoles à cet endroit .
L'historien Jain commente : « L'âge d'or du temple Jain Digambar de Gwalior sous les souverains Tomara, inspirés par les Kashtha Bhattarakas et leurs disciples Jaina Agrawal qui dominaient la cour du père et du fils, Dungar Singh (1425-59) et Kirti Singh (1459-80), avec pour porte-parole le poète-lauréat Raighu, auteur centenaire d'une trentaine de livres, grands et petits, dont deux douzaines existeraient encore aujourd'hui. Cela vérifie l'arrivée des Agrawals Jain basés à Hisar-Firuza, qui fonctionnaient comme les ministres et les trésoriers de la famille régnante, avait transformé l'État Rajput de Gwalior en un centre Jain Digambara par excellence représentant la culture des Agrawal, shravakas multimillionnaires parrainés par eux ».

### Migration vers l'est de l'Inde
Plus tard, pendant la domination moghole et pendant l'administration de la Compagnie britannique des Indes orientales, certains Agrawals migrèrent vers le Bihar et Calcutta, qui devinrent la principale composante des Marwaris.